# 退色玉螺
退色玉螺（学名：Natica lurida），是异足目玉螺科玉螺属的一种。主要分布于中国大陆、台湾，常栖息在潮间带沙滩或泥滩。